# Ralph Ketner
Ralph Walter Ketner (Rimertown, Carolina del Norte,  20 de septiembre de 1920-Salisbury, Carolina del Norte, 29 de mayo de 2016) fue un empresario, militar y filántropo estadounidense.
Fue conocido por ser el fundador de Food Lion (originalmente fundada como Food Town) en la década de 1950. Durante su carrera, Ketner era un filántropo activo; donó cerca del 35 % de sus ganancias a la caridad.

## Vida personal
Ketner nació en Rimertown, Carolina del Norte. Se crio durante la Gran Depresión. Fue educado en el Tri-State College en Angola, Indiana. En 1935 se alistó en el Ejército de los Estados Unidos y luchó en la Segunda Guerra Mundial. Ketner se casó con Anne Blizzard, con quien tuvo dos hijos. Era presbiteriano.
En marzo de 2016, Ketner fue hospitalizado en Salisbury y le fue diagnosticado cáncer de colon. Falleció el 29 de mayo de 2016, a los 95 años.